# Horizon (Vilnius)
Horizon ist ein im April 2021 gebautes Wohnhochhäuser-Komplex mit 126 Wohnungen in Viršuliškės der litauischen Hauptstadt Vilnius. Es ist eines der höchsten und modernsten Mehrfamilienhäuser-Komplexe des Stadtteils. Seine Energieklasse ist A+. Das zweite Wohnhaus hat 16 Stockwerke und ist 53,55 Meter hoch. Horizon befindet sich auf dem sog. urbanistischen Hügel der Stadt, neben dem Bürohochhaus Sky Office, unweit von Wohnhochhäusern Sky Home, Viršuliškės-Pärchen und von zwei 70 Meter hohen Skylum-Wohnwolkenkratzern. Das Territorium beträgt 0,3 Hektar.
Die Adresse lautet Spaudos g. 9, Vilnius.

## Wohnungen
Horizon hat Ein- (27 m²), Zwei-, Drei-  und Vier-Zimmer-Wohnungen (85 m²). Aus den Fenstern der höheren Etagen sieht man das nahe Landschaftsschutzgebiet Karoliniškės, das Zentrum und die Altstadt Vilnius. Im ersten 9-stöckigen Gebäude des Wohnkomplexes sind 48 Wohnungen. Sie wurden 2019 gebaut und verkauft. Im zweiten 16-stöckigen Gebäude des Wohnkomplexes sind 104 Wohnungen. Sie wurden 2020 gebaut und verkauft. Jede Wohnung verfügt über einen Balkon. Eine Erdwärmeheizung und Fußbodenheizung ist installiert. Die Wohnungen haben vorgefertigte dreischichtige Stahlbetonwände, Dreiglas-Sechskammer-Kunststoffprofilrahmenfenster. Individuelles rekuperatives Lüftungssystem hat jede Wohnung.

## Anderes
Unter dem Haus befindet sich eine zweistöckige Tiefgarage. Ein Parkplatz unter dem Gebäude hat 159 Stellplätze für Autos. Ein separater Gemeinschaftsbereich mit den Spielplätzen befindet sich neben dem Wohnhaus. Gemeinschaftsräume sind mit  LED-Beleuchtung ausgestattet. Das Gelände des Hauses ist bepflanzt, eingezäunt und mit einem Kinderspielplatz ausgestattet. Um die Sicherheit der Bewohner zu gewährleisten, ist eine Zugangskontrolle sowie Videoüberwachungskameras im Treppenhaus, in der Tiefgarage und im Gelände installiert.